# Fontana dei Delfini (Dresda)

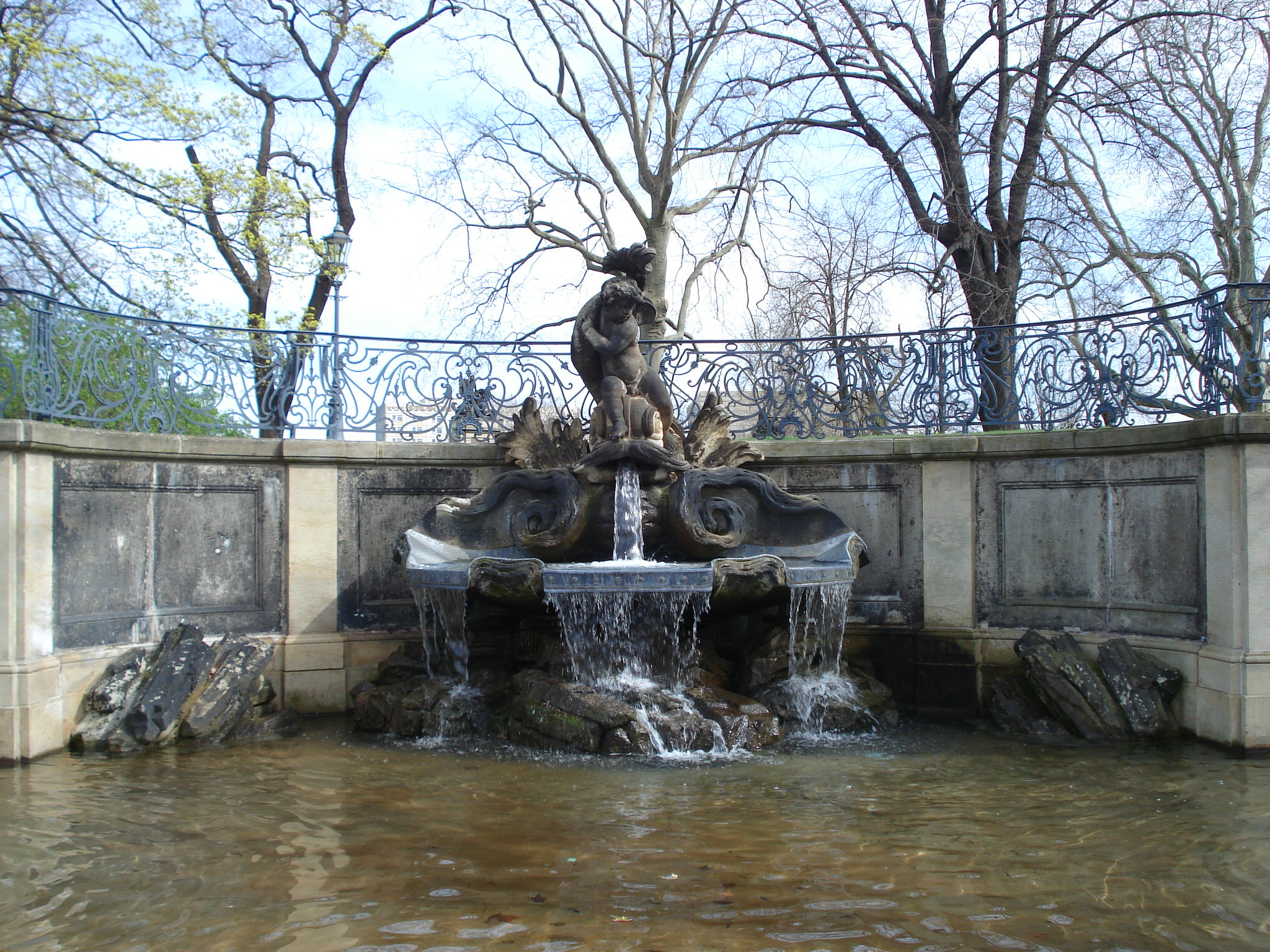
La fontana dei Delfini sulla Brühlsche Terrasse

La Fontana dei Delfini si trova a Dresda sulla Brühlsche Terrasse.

## Storia
La fontana dei delfini fu creata nel 1750 da Pierre Coudray, il putto, dio dell'amore, è rapprestato come un bambino alato sul delfino creato da Johann Gottfried Knöffler.
La fontana faceva parte dei giardini del Secondo Belvedere, oggi non più esistente, e si trova sulla Brühlsche Terrasse. Le figure sono realizzate in arenaria e il rivestimento è costituito da gusci e lavori di roccia.
Nel 1879 l'acqua penetrò nelle casamatte sottostanti e nella primavera del 1880 venne realizzato un pavimento di cemento. Poiché anche questo perdeva, la fontana fu chiusa nell'agosto 1880.
Nel 1945 la fontana fu distrutta nel corso dei bombardamenti di Dresda della seconda guerra mondiale. La fontana fu restaurata nel 1952. La copia della scultura del putto, realizzata in arenaria, fu completata nel 1954 dallo scultore Werner Hempel e andò a sostituire quella originale, mentre gli altri componenti furono riparati. L'originale, anch'essa restaurata, si trova nel giardino del castello barocco di Rammenau.
La fontana fu restaurata nel 1991/92. A tal fine, fu completamente smantellata la casamatta sottostante e chiusa con una lastra di cemento. Durante la ristrutturazione, il bacino e la conchiglia sono stati rivestiti con un grembiule di piombo. I restauri sono stati realizzati in arenaria. La pompa che alimenta la fontana si trova in un edificio sotterraneo a destra della piscina e la cancellata è stata ricostruita dall'artista fabbro Peter Bergmann. I faretti per l'illuminazione serale e notturna sono stati installati, ma raramente sono in funzione. Nella piazza di fronte alla fontana sono stati piantati giovani tigli. Il 28 maggio 1992 la fontana, dopo il restauro, fu rimessa in funzione.

## Descrizione
Due scale che conducono alla collina del Belvedere racchiudono un bacino d'acqua avente una superficie di 100 m² e una larghezza 14 metri. La scultura della fontana è un putto che cavalca un delfino. Un flusso di acqua scorre dalla bocca del delfino in un rivolo e da lì nel bacino sottostante, che è circondato da coralli radianti. Nel bacino della fontana ci sono due fontane più piccole che sono state recentemente installate durante il restauro nel 1992 e sono state rilevate solo su vecchie incisioni su rame. La fontana è circondata da una ringhiera in stile Rococò.